# Лечење кисеоником
Лечење кисеоником, оксигенотерапија, хипероксија, хипербарична оксигенотерапија неке су од метода лечења које су засноване на примени медицинског кисеоника у исправљању нарушене концентрације кисеоника у алвеолама плућа (хипоксемије) и хипоксије у ћелијама и ткивима. На основу овога произилази закључак да сваки поремећај који изазива хипоксију у организму представља потенцијални услов за лечење кисеоником.

## Историја
Прва сазнања и покушаји примене кисеоника у лечењу
Историја примене гасова у лечењу почиње у 18. веку открићем гасова у атмосфери од стране - Ј. Пристлија и Вилејема Шила. Да би 1772. године Пристли закључио за кисеоник:
| „ | Он је можда користан плућима у неким болесним стањима када обичан ваздух није довољан да брзо изнесе испарења гнојног запаљењског процеса | ” |

Године 1774. T. Beddoes - поставио је теоријска поставке о примене оксигенотерапије и у Бристолској болници. Он је први пут применио кисеоник као лек.
Године 1777. - Лавоазје - први је овом гасу дао назив „кисеоник”.
Међутим после ових открића и прве примене, кисеоник бива проглашен штетним, а његова употреба у лечењу је напуштена све до друге деценије 20. века.
Прави почетак примене кисеоника у лечењу
Почетку примене кисеоника 1921. године претходила су открића: азот оксида (J.Watt и H.Davy), развој анестезиологије, развој физиологије, открића из области ткивне оксигенације и открића Халдена (1917) и Бакрифта (1920) о ефектима оксигенотерапије код болести код којих постоји хипоксемија.
Нова ера у примени оксигенотерапије почела је 1921. година када је Меакинс примена кисеоника у лечењу лобарне пнеумоније. О томе Макинс каже:
| „ | Мора бити препознато да ова терапија није посебно куративна али је апсолутно индикована за олакшање или уклањање ефеката болести у опасним стањима ... Стога је веома значајно - можда најзначајније ... да се спречи развој аноксемије која се приказује увиду цијанозе. | ” |

Прва научна сазнања о штетним ефектима кисеоника
Међутим у првој половини 20. века, од стране појединих истраживача све више се указује и на штетне ефекте примене кисеоника у терапији. Тако је:
- 1931. Барах - указао на пораст угљен-диоскида у току оксигенотерапије (интермитентна примена кисеоника)
- 1950. Comroe - на штетне ефекте кисеоника,
- 1956. Сукер и Хикман - објаснили су механизме штетних ефеката кисеоника - ARDS

## Епидемиологија
Према бројним истраживањима кисеоник се користи у оксигенотераији:
- У 34% случајева код пацијената у току транспорта
- У 15-17% случајева код болесника на болничком лечењу.

## Индикације за лечење
Кисеоник се може применити у високим или ниским концентрација у свим условима који су у директној вези са хипоксемијом. У условима као што је ХОБП у којој постоји ризик за хиперкапнију, примењује се лечење ниском концентрацијом кисеоника.
У току акутних плућних болести као што су емболија плућа, упала плућа, пнеумоторакс, акутна тешка астма, едем плућа, или срчани удар, може се применити лечење већим концентрацијама кисеоника. Слично је и код фиброзе плућа, где не постоји праст концентрације CO2, тако да примењена, висока концентрација кисеоника не узрокује хиповентилацију.
Одржавање 2 изнад 60 mmHg обезбеђује сатурацију артеријске крви од минималних 90%. Током погоршање ХОБП, одмах треба смањити хипоксемију применом кисеоника, углавном у концентрацији од 24% како би се побољшањем оксигенације обезбедила стимулација респираторних рецептора.
| „ | Лечење кисеоником треба примењивати у складу са јасно одређеним смерницама, за ову врсту лечења уз правилно праћење резултата примене ове вресте лечења што обезбеђује адекватну оксигенацију (засићење кисеоником) организма и спашава га од његових нежељених дејстава (тровања кисеоником). Такође треба имати у виду, да осим у случајевима потребе за дуготрајним лечењем кисеоником, (хронична стања хипоксије), лечење кисеоником је само супституционо (заменско) лечење у „кризном стању“, док се другим поступцима лечења не постигне побољшање основне болести и задовољавајућа концентрација кисеоника у ткивима. | ” |

| Поремећај                          | Узрок и узрочници |
| Поремећај вентилације              | - Депресија дисајног центра • Медикаментозна (изазвана лековима, као што су анестетици седативи итд.) • Мождани удар (инфаркт мозга) • Повреде мозга • - Живчано-мишићне болести • Мијастениа гравис • синдром • Повреде кичмене мождине • Дечја парализа • Порфирија • Ботулизам • - Опструкција дисајних путева; Хронична опструктивна болест плућа • Акутни облик астме • - Рестриктивни поремећаји • Кифосколиоза, • Анкилозирајући спондилитис • Обострана парализа дијафрагме • Тешка гојазност * |
| Дифузиони поремећај размене гасова | - Едем плућа - Акутни респираторни дистрес синдром - Плућна тромбоемболија - Фиброза плућа |
| Перфузиони поремећај вентилације   | - Хронична опструктивна болест плућа - Плућна фиброза - Акутни респираторни дистрес синдром - Плућна тромбоемболија |

## Циљеви лечења
Кисеоник је неопходан за стварање енергије у процесу ћелијског метаболизма, што значи и за одржавање живота. За транспорт кисеоника је неопходна нормална функција респираторног, кардиоваскуларног и крвног система.
- Респирацијски систем, је први систем, који процесом вентилације, захвата кисеоник из атмосферског ваздуха и допрема га до алвеола, а затим процесом дифузије, кисеоник преноси кроз алвеоларну мембрану до крви у капиларима плућа.
- Хемоглобински капацитет крви је други преносни систем у преношењу кисеоника до ткива, јер се кисеоник транспортује везан за хемоглобин. Засићење хемоглобина кисеоником код здраве особе износи 97,5%.
- Кардиоваскуларни систем је трећи систем чија функција пренос кисеоника до ткива, и који при минутном волумену срца од 5 литара допрема до ткива око 1.000 ml кисеоника у минути. Средовечни мушкарац потроши око 250 ml кисеоника за минут у миру, док се ова потрошња десетоструко увећава при физичком раду.

За нормалну оксигенацију ткива неопходано је да сва три напред наведена система нормално функционишу, да делују јединствено и међусобно се надопуњују. Поремећај у било ком од наведених система доводи до ткивне хипоксије. На хипоксију су најосетљивије ћелије мозга а затим и остала ткива у различитом степену осетљивости и брзини реакције.
Узроци ткивне хипоксије су различити и на основу њих се одређују и циљеви терапије;
- Хипоксемијска хипоксија, која настаје услед болести органа за дисање, односно инсуфицијенције респирацијског система, је главна индикација лечење кисеоником.
- Циркулацијска хипоксија, се јавља када је количина оксихемоглобина нормална али крв не доспева до ткива у довољним количинама, због смањења минутног волумена срца, хипотензије, шока и инсуфицијенције артеријске циркулације у ткивима. Примена кисеоника код ове врсте терапије има мали ефекат и заснива се на повећаној растворљивости кисеоника у плазми. Зато код ове врсте хипоксије примена хипербаричног кисеоником даје добре резултате лечења.
- Ћелијска хипоксија (цитотоксична) настаје код тровања токсичним материјама, услед блокаде ензима који регулишу потрошњу кисеоника. Код ове хипоксије започиње се са лечењем кисеоником, само као ургентна терапија, до примене антидота.
- Хипоксија услед повећане потрошње кисеоника, која је већа од брзине допремања (повећан метаболизам, стрес), не захтева лечење кисеоником и у овим стањима оно се не примењује.
- Хипоксија услед поремећеног транспорта кисеоника (болести са поремећеном функцијом хемоглобина) праћена је сниженим вредностима кисеоника у еритроцитима. Лечење кисеоником се у овим поремећајима примењује као палијативна терапија, код тешке анемије и тровања угљен-моноксидом. И код ове хипоксије лечење хипербаричним кисеоником даје боље резултате.

Осим у хипоксемији, која је и једина права индикација за лечење кисеоником, и која настаје због недовољне количине кисеоника у удахнутом ваздуху, или оштећења респираторног система, у свим осталим хипоксичним стањима, лечење кисеоником заснива се на повећаној концентрацији кисеоника раствореног у крвној плазми, са 0,3% у здраве особе на вредности и до 6,6 vol% односно до 2000 посто, што даје резултате у поправљању хипоксије.
Циљ лечења кисеоником је пре свега да се смањи утицај хипоксемије, повећањем алвеоларног притиска, који снижава дубину и учесталост дисања, и доводи до смањења активности срчаног мишића. Кисеоник треба користи као лек у разним условима и дозама које треба да буду строго индивидуалне у зависности од природе болести и стања организма. Концентрацију гасова у артеријској крви у току лечења кисеоником, треба мерити у више наврата или континуирано, у болесника са акутном респираторном инсуфицијенцијом са циљем да се одржи PaO2 изнад 60 mmHg и спречи нагомилавање угљен-диоксида.

## Кисеонички системи за лечење

### Кисеонички системи ниског притиска
| Проток кисеоника (l/min) | Носна дворога канила | Обична маска | Венти маска са регулаторима протока | Маска са балоном и неповратним вентилом |
| 1                        | 24                   | **           | /                                   | ***                                     |
| 2                        | 29                   | **           | 24†                                 | ***                                     |
| 3                        | 33                   | **           | /                                   | ***                                     |
| 4                        | 37                   | **           | 28†                                 | ***                                     |
| 5                        | 41                   | 35           | /                                   | ***                                     |
| 6                        | 45                   | 40           | 31†                                 | ***                                     |
| 8                        | *                    | 50           | 35†                                 | >95                                     |
| 10                       | *                    | /            | 40†                                 | >95                                     |
| 15                       | *                    | /            | 60†                                 | >95                                     |
|                          |                      |              |                                     |                                         |

### Хипербарични кисеонички системи
Удисањем ваздуха, на нормалном притиску, засићеност хемоглобина кисеоником износи 97%. У 100 ml крви има 19,5% вол/% кисеоника хемијски везаног и 0,32% вол/% раствореног у плазми. Уколико се удише 100% кисеоник на нормалном притиску у плазми се раствара 2,09 (вол%) а при удисању кисеоника у хипербаричним условима на 3 бар-а проценат раствореног кисеоника у плазми расте на 6,2 вол%, (ова количина једнака је количини кисеоника коју ткива у мировању троше између артеријског и венског дела капилара) док хемоглобин везује 20.1 вол/% хемијским путем.
| Притисак (бар-а) | 21%кисеоник (вол%) | 100%кисеоник (вол%) |
| ---------------- | ------------------ | ------------------- |
| 1                | 0,32               | 2,09                |
| 1,5              | 0,61               | 3,26                |
| 2                | 0,81               | 4,44                |
| 2,5              | 1,06               | 5,62                |
| 3                | 1,31               | 6,20                |

У хипербаричним условима кисеоник растворен у плазми допире и до најудаљенијих ћелија за разлику од еритроцита, (као главних носилаца кисеоника при нормалном дисању), који због своје величине и нееластичности немају ту способност. Ова неспособност еритроцита још више долази до изражаја код, тровања угљен-моноксидом, болешћу изазваног сужењем лумена капилара, и отока ткива.
Велики број болести у својој основи има хипоксију и хипоксемију (недостатак кисеоника) у органима, ткивима и ћелијама, узрокован различитим механизмима. Како је недостатак кисеоника погубан за сваку ћелију организма, хипербарични кисеоник се примењује као лек и има задатак да исправи ове поремећаје, што он чини кроз високе вредности кисеоника раствореног у крви при његовом удисању у концентрацији од 100% на притиску од 1,5 до 3 бар-а, (просечно 2,0-2,5 бар-а).

## Мониторинг у току лечења
Гасне анализе и (pH) су од изузетног значаја за одређивање вредности респирацијских гасова (PaO2 и 2) и ацидобазне равнотеже у артеријској крви, на основу којих се најефикасније одређује и подешава терапија кисеоником и процењују нежељене последице.
Гасне анализе, а код болести плућа заједно са спирометријом, су најбољи показатељ неповољног дејства хипероксије, али и најбољи начин за одмеравање „дозе оксигенотерапије“.
Нормалне вредности парцијалног притиска кисеоника износе (PaO2 > 10,5 kPa и његова физиолошка вредност лако опада са годинама живота). Сатурација артеријске крви кисеоником у здравих особа износи 0,94 kPa.
Парцијални притисак угљен-диоксида (2) у здравих особа износи између 4,5 и 6,0 kPa и не мења се са старошћу. На основу праћења одступања од ових (нормалних) вредности процењује се и промене у хипероксији.
Мерење парцијалних притисака респирацијских гасова врши се интермитентно или континуирано (што зависи од стања болесника) индиректном или директном методом, (специјалном опремом) и на основу добијених резултата мерења успешно и на безбедан начин примењује се лечење кисеоником.

## Акутно лечење кисеоником
Са акутним лечењем кисеоником започиње се у следећим случајевима:
У акутним стањима без ризика за хиперкапнију акутно лечење кисеоником има за циљ да се постигне SaO2 у распону од 94-98% (обавезно> 90%)
У акутној хиперкапнији или ризика од развоја пада парцијалног притиска кисеоника испод SaO2 88-92%
Напомена
У току акутне примене оксигенотерапије све време кисеоник као лек треба да буде прописан, примењен и мониторисана од стране правилно едукованог медицинског особља.

## Дуготрајно лечење кисеоником
Лечење болесника са хроничном респираторном инсуфицијенцијом тежег степена, иреверзибилног типа, које захтева трајну примену кисеоника у кућним условима и назива се дуготрајна оксигенотерапија ДОТ).
Индикације за дуготрајно лечење кисеоником су;
- 2 мањи од 50-55 mmHg у будном стању
- 2 од 50-60 mmHg у будном стању, у спрези са хроничним плућним срцем (лат. Cor pulmonale chr.) или секундарном еритроцитозом.
- 2 мањи од 50 mmHg у току спавања, у дужем временском периоду (3-4 недеље)

На основу наведених критеријума, посебно се издвајају две групе болесника за лечење (ДОТ);
Прва група
Прву групе болесника за лечење (ДОТ) чине болесници који поред наведеног степена хипоксемије болују и од хроничног плућног срца (лат. Cor pulmonale chr.) или секундарне еритроцитозе, код којих је хипоксемија јасно хроничног типа. Болесници у овој групи испуњавају критеријуме за за (ДОТ)
Друга група
Другу групе болесника за лечење (ДОТ) чине болесници са хипоксемијом, без других знакова хроничне хипоксије. Ову групу болесника треба пратити амбулантно 3-4 недеље и ако се региструју вредности 2, које нису веће од 5 mmHg од почетне вредности, треба применити (ДОТ).
Дуготрајно лечење кисеоником захтева и испуњење одређених услова, како би њена успешност била што већа;
- добра сарадња и обученост болесника и његове породице, за дуготрајну и правилну примену кисеоника,
- правилан избор кисеоничке опреме и њено правилно одржавање и сервисирање,
- редовна контрола и праћење болесника од стране лекара кућне неге,
- примена остале терапије лекова,
- престанак пушења, злоупотребе алкохола и регулација правилне исхране.[8]

## Опасности у току лечења
Постоје три врсте ризика повезаних са употребом кисеоника у медицинске сврхе; физички ризици, функционални поремећаји и тровање кисеоником.

### Физички ризици

#### Пожар и експлозија
Из физичко-хемијских особина проистичу и опасности при раду са кисеоником у гасовитом стању;
- Гасовити кисеоник је без боје, укуса и мириса па се људским чулима на може открити,
- Врло мало је растворљив у води, тежи је од ваздуха, лош је проводник топлоте и електрицитета,
- Незапаљив је али потпомаже горење и активни је учесник процеса горења,
- Једини се лако са свим елементима осим са инертним гасовима и овај процес се назива оксидација.

Оксидација може бити спора (корозија гвожђа) или брза и бурна (процес горења). При оксидацији се ствара топлота а што је оксидација бурније развијање топлоте је веће. Неке материје (као масноћа и сл. органске материје) брзо оксидишу загревају се, затим пале и бурно сагоревају,
- Рад са кисеоником под притиском, ствара услове за настанак експлозије
- Могућност чешће појаве пожара због обогаћивања околног ваздуха са кисеоником, за време рада са замашћени прибором, оделом и рукама, неисправном електричном инсталацијом у условима ниске влажности испод 50%, због употребе отвореног пламена или пушења за време рада са кисеоником.

Посебне опасности код употребе течног кисеоника су;
- Веома ниска температура -183 °C може изазвати промрзлине сличне опекотинама.
- Хладан кисеоник је доста тежи од ваздуха, а мала количина течног гаса при испаравању ствара велику количину гасовитог кисеоника (1 литар течног кисеоника = 860 литара гасовитог кисеоника), па су услови за настанак пожара знатно већи.

У раду са кисеоничким системима и кисеоничком опремом у свим медицинским установама на местима где особље и болесници долазе у контакт са кисеоником морају на видном месту бити истакнуте ознаке упозорења, о могућим опасностима. види ознаке

#### Оштећења кисеоничким прибором
Катетери, кисеоничке маске и други прибор може изазвати следећа оштећења;
- Сушење мукозе горњих дисајних путева при примени сувог недовољно овлажен кисеоника са већим протоком, и може бити праћен сувим надражајним кашаљем.
- Надражај и промене на кожи лица које се могу јавити код дуготрајне употребе кисеоничких маски, употребе кисеоника на већим притисцима (натпритиску), код особа са осетљивом кожом лица, или због неправилног одржавања кисеоничког прибора (прање и дезинфекција);

| Субјективне тегобе и клиничке промене на кожи лица у току употребе кисеоничке маске | Субјективне тегобе и клиничке промене на кожи лица у току употребе кисеоничке маске |
| Субјективне тегобе                                                                  | Клиничке промене на кожи лица                                                       |
| ----------------------------------------------------------------------------------- | ----------------------------------------------------------------------------------- |
| Осећај пецкања по кожи лица и браде                                                 | Пролазно црвенило коже лица након употребе маске                                    |
| Осећај стезања и бола на месту додира образине маске са лицем                       | Пролазна уртикарија коже лица                                                       |
| Осећај жарења на месту додира са маском                                             | Јаче изражено црвенило корена носа                                                  |
| Осећај бола на корену носа                                                          | Инфекција коже лица и браде                                                         |
| Отежано дисање (посебно издисање)                                                   | Црвени вежњаче ока                                                                  |
| Главобоља након употребе маске                                                      | Крварење у вежњачи (конјунктиви) ока                                                |

### Функционални поремећаји
Многи болесници са хроничном опструктивном болешћу плућа (ХОБП) имају низак парцијални притисак кисеоника у крви. Примена лечења кисеоником код ових болесника може побољшати њихово стање, али у неким случајевима може бити праћена и погоршањем (ХОБП) због повишења садржај угљен-диоксида у крви (хиперкапнија), све до нивоа који може довести коме и смрти.
Хиперкапнија
Ниво хиперкапније на коме настају озбиљни метаболички и клинички поремећаји није јасно одређен (на шта умногоме утиче брзина развоја гасних промена и компензаторна моћ организма). Вредности (PaCO2) од 8kPa (око 60 mmHg) сматрају се граничним вредностима зато што је на тим вредностима компензацијска моћ бубрега ограничена и даљи пораст (PaCO2) доводи до респираторне ацидозе, која прогредира депресијом вентилације, анестетичким ефектом (CO2) на централни нервни систем и појавом коме.
Међутим овај ефекат се не може увек приписати штетном дејству кисеоника, већ смањеној вентилацији због губитка хипоксичног стимуланса. Зато се овај ефекат назива и »физиолошки ефекат кисеоничке терапије«.
Апсорпциона ателектаза
Апсорпциона ателектаза је други функционални поремећај лечења кисеоником. У току примене високих концентрација кисеоника у удахнутом ваздуху (> 60%), азот у алвеолама бива скоро сасвим замењен кисеоником који одмах прелази у циркулацију, а алвеоле колабирају. Апсорпциона ателектаза се највише испољава у оним деловима плућа где постоји зачепљење малих дисајних путева и где је проток ваздуха јако спор.

### Тровање кисеоником
Клиничке манифестације токсичних ефеката кисеоника, у току лечења класификоване су као;
- Токсичне манифестације на централном нервно систему (ЦНС) или кисеоником изазвана епилепсија, позната под називом „Бертов ефекат“.
- Токсичне манифестације на плућима, позната под називом „Смитов ефекат“.
- Токсичне манифестације у очима, која су познате као Ретролентална фиброплазија.
- Остале манифестације у појединим ткивима, у облику;
  - хроничне токсичне манифестације с поремећајем функције аутономног нервног система и дуготрајним спазмом периферних крвних судова,
  - слободнорадикалске болести.[11]

Дуготрајно лечење кисеоником болесника са ХОБП, на обдукцији, показују пролиферативне фиброзне промене (задебљање алвеоларне мембране) у плућима, која настаје као нека врста одбране организма од продора вишка кисеоника из алвеола у капиларе плућа. Док код лечења кисеоником у акутним стањима, већина структуралних оштећења у организму може настати, нагло (акутно) у присуству високих вредности кисеоника због ослобађања различитих реактивних врста (кисеоничких радикала) који нападају, ензимске системе, ДНК, липиде и протеине ћелија и изазивају појаву оксидативног стреса у организму, што може бити узрок врло озбиљних оштећења и патолошких стања.
Захваљујући добро изученим особинама кисеоника, бројним протоколима за правилну употребу и усавршеним уређајима за праћење виталних параметара болесника, тровања кисеоником су изузетно ретка код примене на мањим притисцима и у краћим временским интервалима 24-48 часова. Код дуже употребе кисеоника, (уколико је она неопходна), обично се примењују концентрације које су не веће од 50% и које ретко дају нежељена дејства.